# Avión
Avión – gmina w Hiszpanii, w prowincji Ourense, w Galicji, o powierzchni 121,13 km². W 2011 roku gmina liczyła 2408 mieszkańców.